# 프로라이언트

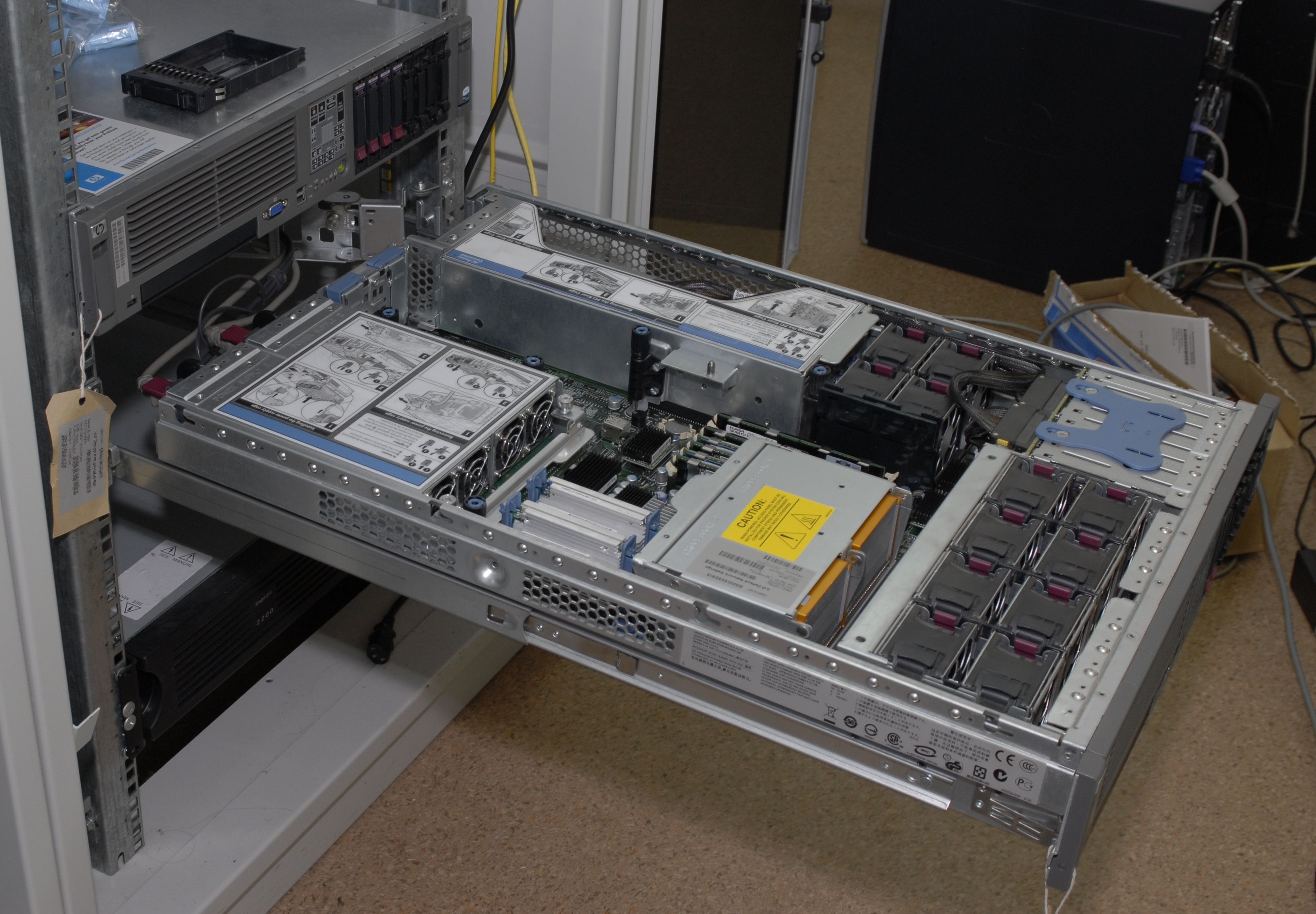
HP 프로라이언트 DL380 G5

프로라이언트(ProLiant)는 원래 컴팩이 개발하고 마케팅한 서버 브랜드이다. 휴렛 패커드(HP)와의 합병 이후 HP는 프로라이언트 브랜드를 선호하면서 이전의 "넷서버"(Netserver) 브랜드를 포기하였다. 이 브랜드는 현재 휴렛 팩커드 엔터프라이즈에 의해 마케팅되고 있다. HPE 프로라이언트 시스템은 2010년 4분기 동안 유닛과 소득 면에서 x86 서버 시장을 주도하였다.

## 제품 계열

### 모듈러 라인 (ML)
ML(Modular Line) 서버 모델은 타워 기반이다. 최대 확장을 목표로 한다.

### 덴시티 라인 (DL)
DL(Density Line) 서버 모델은 랙 기반이다. 밀도와 연산 능력 간의 균형에 초점을 맞춘다.

#### 제품 세대별로 사용 가능한 모델
| 모델   | 제품 세대 | 제품 세대 | 제품 세대 | 제품 세대 | 제품 세대 | 제품 세대 | 제품 세대 | 제품 세대 | 제품 세대 | 제품 세대 |    |
| ------ | --------- | --------- | --------- | --------- | --------- | --------- | --------- | --------- | --------- | --------- | -- |
|        | 1         | 2         | 3         | 4         | 5         | 6         | 7         | 8         | 9         | 10        | 11 |
| DL20   |           |           |           |           |           |           |           |           | x         |           |    |
| DL60   |           |           |           |           |           | x         |           |           | x         |           |    |
| DL80   |           |           |           | x         |           | x         |           |           | x         |           |    |
| DL100  |           | x         |           | x         |           |           |           |           | x         |           |    |
| DL120  |           |           |           |           | x         | x         | x         |           | x         |           |    |
| DL140  | x         | x         | x         |           |           |           |           |           |           |           |    |
| DL145  | x         | x         | x         |           |           | x         |           |           |           |           |    |
| DL160  |           |           |           |           | x         | x         |           | x         | x         |           |    |
| DL165  |           |           | xx        |           | x         | x         | x         |           |           |           |    |
| DL180  | x         |           |           |           | x         | x         |           |           | x         |           |    |
| DL185  | x         | x         |           |           | x         |           |           |           |           |           |    |
| DL320  | x         | x         | x         | x         | x         | x         |           | x         |           |           |    |
| DL360  | x         | x         | x         | x         | x         | x         | x         | x         | x         | x         |    |
| DL365  |           |           |           |           | x         |           |           |           |           |           |    |
| DL370  |           | x         | x         | x         | x         | x         | x         | x         | x         |           |    |
| DL380  | x         | x         | x         | x         | x         | x         | x         | x         | x         | x         |    |
| DL385  | x         | x         |           |           | x         | x         | x         | x         |           |           |    |
| DL560  | x         |           |           |           |           |           |           | x         | x         | x         |    |
| DL580  | x         | x         | x         | x         | x         |           | x         | x         | x         |           |    |
| DL585  | x         | x         |           |           | x         | x         | x         |           |           |           |    |
| DL740  | x         |           |           |           |           |           |           |           |           |           |    |
| DL760  | x         | x         |           |           |           |           |           |           |           |           |    |
| DL785  |           |           |           |           | x         | x         |           |           |           |           |    |
| DL900  |           |           |           |           |           |           |           |           | x         |           |    |
| DL980  |           |           | x         |           |           |           | x         |           |           |           |    |
| DL1000 | x         |           |           |           |           |           |           |           |           |           |    |
| DL2000 |           |           |           |           | x         |           | x         |           | x         |           |    |

### 스케일러블 라인 (SL)
SL(Scalable Line) 서버 모델은 랙 기반이다. 이 모델들은 대부분이 최대 연산 능력이 중요한 데이터 센터 및 환경에 사용된다.

### 블레이드 라인 (BL)
BL(Blade Line) 서버 모델은 인클로저 기반이다. 특히 블레이드 인클로저에서 사용하기 위해 개발되었으며 이 인클로저가 없으면 사용이 불가능하다. 블레이드 시스템은 제한된 랙 공간에서 최대한의 밀집도 및 관리성에 초점을 둔다.

## 상세 내용
프로라이언트 서버는 4개의 주요 제품 계열로 분리된다. (ML, DL, BL, SL) 이들은 일반적으로 폼 팩터에 따라 분류된 것이다. 프로라리언트 ML 계열은 타워 기반 서버(랙 마운트로 변환 가능)로 구성되며 내부 디스크 확장 및 상호 연결을 제공하는 반면 DL 계열은 범용 목적 19인치 랙 서버로 구성된다. BL 계열은 HP 블레이드시스템과 딱 맞는 블레이드 서버로 구성되며 SL 계열은 스케일 아웃 환경을 위한 촘촘한 랙 마운트 서버를 구성한다. 마이크로서버(MicroServer) 제품 계열은 소형 및 홈 비즈니스를 대상으로 한다.
또, 프로라이언트 서버는 프로세서 구성에 따라 여러 시리즈로 나뉜다. 100, 200, 300, 400 시리즈는 싱글 및 듀얼 소켓 지원 시스템으로 이루어지며 500, 600 시리즈는 쿼드 소켓 지원 시스템으로 구성되며, 700, 900 시리즈는 8개의 소켓 지원 시스템으로 구성된다.  900 시리즈 또한 8개의 소켓을 포함하며 최대 80개의 CPU 코어, 최대 4 TB의 램을 지원한다.
마지막 숫자에 '0'이 있는 모델은 인텔 프로세서를 사용하며 마지막 숫자가 '5'로 된 모델은 AMD 프로세서를 사용한다.
2012년 2월, HP는 프로라이언트 세대 8을 발표하였다. 2013년 7월, HP는 새로운 블레이드 서버 기반 프로라이언트 제품인 HP 문샷 서버(HP Moonshot Server)를 발표하였다.
2014년 8월 28일을 기점으로, HP는 인텔 하스웰 칩셋 및 DDR4 메모리 기반의 Gen9 시리즈의 서버를 생산하기 시작했다. 처음은 HP 프로라이언트 ML350 Gen9 서버와 HP 프로라이언트 BL460c Gen9 블레이드이다.

## 같이 보기
- HP Integrity Servers
- 휴렛 패커드 제품 목록